# Llum de la Selva
Isidre Nadal Baqués, Llum de la Selva (Barcelona, 5 o 6 de gener de 1877 - la Galera, 23 de desembre de 1983), fou un seguidor de la no-violència, naturista, ecologista, vegetarià i crudívor català que, per tal de ser conseqüent amb les seves idees, va viure com un eremita gran part de la seva vida.

## Infància i joventut
Els seus orígens familiars són una incògnita, ja que no hi ha consens total pel que fa a la data del seu naixement, però sembla que va ser la nit o potser el Dia de Reis de 1877. Quan Llum es referia al seu naixement, deia que va ser abandonat en una cistella, “com Moisès”, en un racó del port de Barcelona. Unes monges el van acollir en un orfenat i el van anomenar Isidre Nadal, nom que va conservar fins que va adoptar el de “Llum de la Selva”, un nom més d'acord amb la seva vocació de guia i “far” dels humans.
Als catorze anys va fugir de l'orfenat i es va posar a treballar, i de seguida es va veure seduït pels corrents anarcosindicalistes del moment. Se les va enginyar per a eludir el servei militar quan tocava defensar les darreres colònies espanyoles. Va ser seguidor de Ferrer i Guàrdia. No obstant això, amb el temps, la seva inclinació per la naturalesa va ser més forta que pel laïcisme i la subversió popular. El seu coneixement de la naturalesa li va valer per aconseguir la confiança d'algun potentat pagès, que el va posar de capatàs. Sembla que va estar també al capdavant d'una de les comunitats agràries que proliferaven en aquella època. Va ser tota la seva vida un autodidacte, no va tenir accés a estudis formals, però el seu temps lliure el dedicava a la lectura, sovint a la llum d'una espelma.
Es va fer vegetarià i va viatjar per Espanya i Europa. Amb tres amics seus va fundar el 1925 la “Societat catalana de naturisme”, la primera societat naturista de l'estat espanyol. Col·laborà en la revista Pentalfa, pionera dels moviments pacifista, ecologista i vegetarià espanyols. Aquesta revista proclamava a la portada: “No tiene tendencia política, social ni religiosa; combate los vicios del alcohol, tabaco, carnes, tóxico, la prostitución y la pornografía.” Tota la vida va conservar el seu esperit llibertari: ell i els seus amics van haver de sortir corrent més d'un cop perseguits a trets quan prenien el sol en nuesa, i mai no va tenir documents d'identitat. De ben jove va cremar tota la documentació que l'acredités legalment i quan va haver de fer gestions legals va fer servir les dades de la seva companya, Carme, a qui anomenava Flor de Maig, i amb qui no va tenir fills. Es diu que va arribar a mantenir correspondència amb el mateix Tolstoi.

## El Jardí de l'Amistat
Amb la seva companya Carme es van comprar un hort a Can Rull, aleshores als afores de Sabadell, i el van anomenar el "Jardí de l'Amistat". Allí va poder viure uns 70 anys gairebé sense diners, i sense electricitat, menjant només els fruits que produïa l'hort, però sempre crus, per no emprar el foc. Sembla que en una ocasió va veure un dels seus visitants que intentava encendre foc a terra per tal de coure les verdures i va comentar: "Pobret, és vegetarià!". Sovint caminava descalç per no fer mal a les plantes, mentre la ciutat creixia al seu voltant. Des d'aquest lloc va veure passar la Dictadura de Primo de Rivera, la Segona República, la guerra, el Franquisme i la Transició sense apartar-se mai de la seva convicció. El "Jardí de l'Amistat" congregava persones de totes les famílies espirituals de cada època i moltes persones que s'hi atansaven per conèixer els ensenyaments de l'avi.
Jordi Maluquer, que visitava sovint l'avi, va ser a més l'artífex de la trobada amb un altre gran pensador espiritual d'aquells temps: l'italofrancès Lanza del Vasto, deixeble de Mohandas Gandhi i fundador de la Comunitat de l'Arca. El contrast entre ambdós patriarques era potser una de les claus de la seva complementarietat i amistat. L'un menut i de veu limitada, l'altre gran i de veu poderosa. El català no tenia un missatge de transformació a gran escala, no feia declaracions eloqüents, tan sols predicava amb l'exemple; mentre que el francès tenia una clara vocació de masses. Lanza del Vasto va visitar diverses vegades el "Jardí de l'Amistat", i en les seves visites va anar treballant un bastó que, quan el va haver acabat, el va lliurar solemnement a Llum.

El 1980, en una entrevista per a la revista Interviú, va declarar: 
| « | A mi no me interesa vivir muchos años; nunca me ha interesado. Lo que me ha interesado es el camino y que éste haya sido agradable, sin enfermedades, sin pesadillas, sin angustias. | » |

I a la revista Integral de setembre de 1982: 
| « | Dime lo que comes y te diré quien eres. El primer paso és una alimentación natural. Los alimentos naturales crudos limpian la savia de nuestra sangre y entonces recibimos el rocío bienhechor de la salud. Yo jamás cocino con fuego. La fruta es el elemento más elevado que Dios ha concedido a los hombres. Es la liberación del hombre de la cocina. Toda otra comida hace que el hombre caiga enfermo, no inmediatamente, pero sí al cabo de los años. Los hombres sólo piensan en estar fuertes, pero existe una alimentación superior que la llamo Natura. Ella hace que me alimente mucho más de los rayos del Sol que de la comida que como. Por eso, desde los 17 años he comido fruta sin fuego, y nunca he estado enfermo. | » |

## Els darrers anys
Quan va morir la seva companya Carme, uns amics originaris de La Rioja, que ell anomenava "Clavell" i "Clavellina", el van acollir a la seva "Kolonia de Plana Bella", al Montsià, on morí a prop de fer 107 anys. Segons Jordi Maluquer, Llum solia dir que “Aquest maniquí ja no em serveix”. Explica Maluquer que quan anava a fer la migdiada comentava que anava a l'“assaig general” per dir que deixava el seu cos tan sols una breu estona per després retornar a la vida física.
Se’l va enterrar com ell volia: al costat d'un xiprer, entre les oliveres, amb una túnica blanca i sense taüt, “perquè les flors naixessin abans”. Quatre dones el van dur sobre una plataforma fins a la seva tomba, cobert tan sols per un llençol. L'enterrament va ser al matí i durant tot el dia no va parar de passar gent per acomiadar-lo. Una suau música de violí posava fons a aquella bella imatge. Maluquer explica també que quan van fer les gestions per enterrar-lo a la Colònia Plana Bella de La Galera, en realitat no van trobar cap impediment legal. A l'avi no se’l podia "donar de baixa" perquè, de fet, mai no se l'havia "donat d'alta", és a dir que mai no havia constat al registre civil. De fet, quan li demanaven un nom per consignar alguna de les poques adquisicions que va fer a la vida, sempre facilitava el de la seva companya Carme.

## Memòria
L'Ajuntament de Sabadell dedicà a Llum de la Selva un carrer per acord del dia 30 d'octubre de 1985. Dissortadament, la placa conté un error en la data de naixement.
El 2012, el grup La Travessia elaborà el documental El Jardí Oblidat. Un relat coral, i el 2014 Nicolás Parreño Román (Nickparren) publicà un recull de la seva filosofia sota el títol Llum de la Selva.
Abandonat durant molts d'anys, actualment el Jardí de l'Amistat està en vies de recuperació gràcies a la feina de diverses entitats ciutadanes. Encara hi sobreviuen alguns dels seus arbres fruiters.